# 2024 en Argentine
Cet article présente les faits marquants de l’année 2024 en Argentine.

## Évènements
- Président : Javier Milei.
- Vice Président : Victoria Villarruel.